# Vaidotas Verba

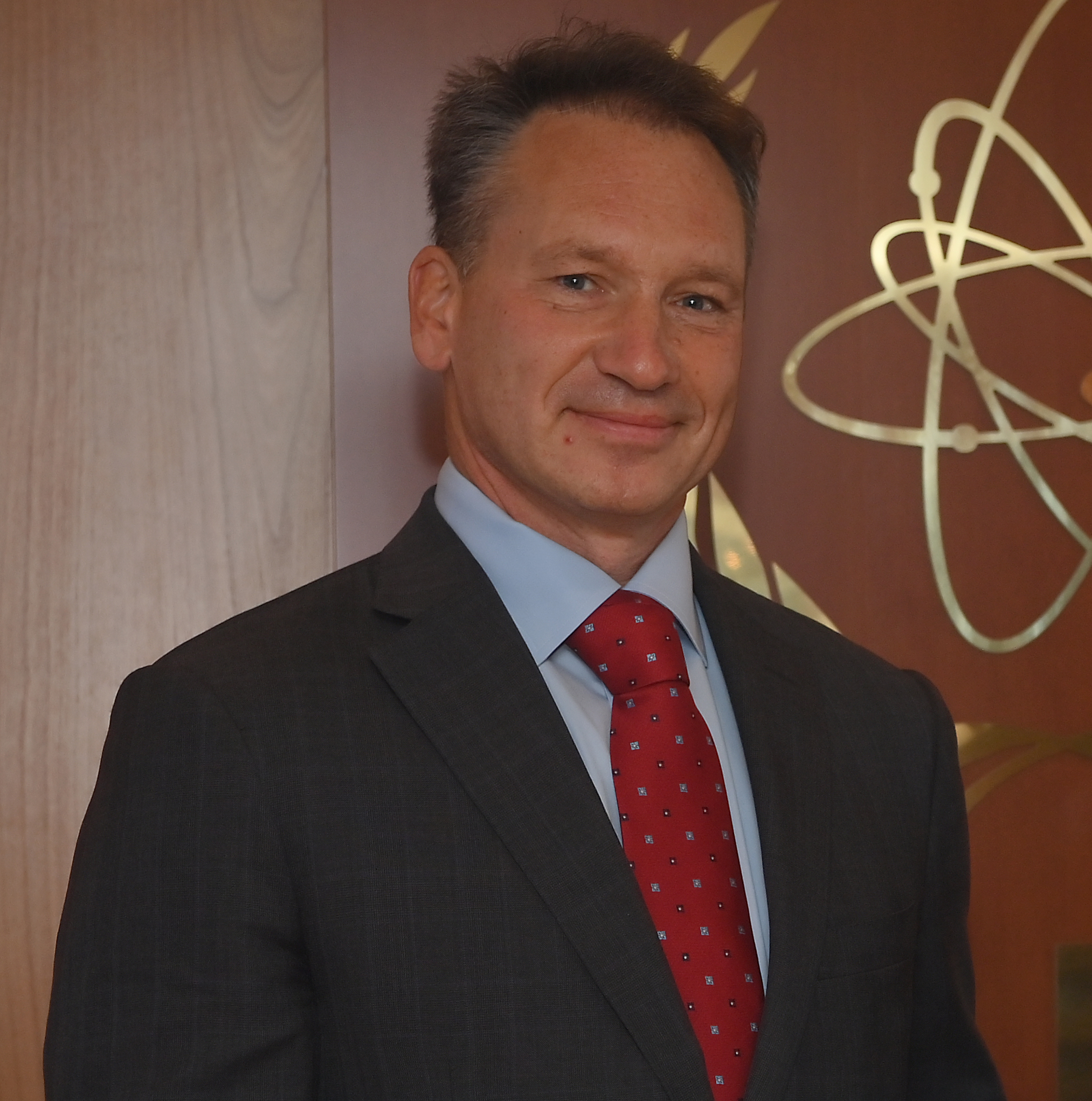
Vaidotas Verba (2021)

Vaidotas Verba (* 26. September 1966 in Raseiniai) ist ein litauischer Verwaltungsjurist und Diplomat.

## Leben
Nach dem Abitur 1984 an der Jonas-Žemaitis-Mittelschule Raseiniai absolvierte er 1988 das Studium am Lietuvos kūno kultūros institutas (LKKI) und 1997 das Diplomstudium der Rechtswissenschaften an der Vilniaus universitetas. Von 1993 bis 1994 studierte er an der University of Birmingham.
Von 1988 bis 1990 war er wiss. Mitarbeiter von LKKI, von 1990 bis 1992 arbeitete er im Departement für Körperkultur und Sport, ab 1994 im Außenministerium Litauens.
Von 2000 bis 2003 war er Minister-Berater in der Botschaft in Kanada, von 2004 bis 2007 Departamentsdirektor, seit 2007 Botschafter in Niederlande.
Seit 1. September 2014 ist er Co-Koordinator der OSCE Friedensmission in der Ukraine.